# Synchroonzwemmen op de Olympische Zomerspelen 2016
Synchroonzwemmen was een van de sportdisciplines die op de Olympische Zomerspelen 2016 in Rio de Janeiro, Brazilië werd beoefend. De wedstrijden vonden plaats van 14 tot en met 19 augustus in het Parque Aquático Maria Lenk.
Synchroonzwemmen is samen met de ritmische gymnastiek een sportdiscipline die alleen door vrouwen wordt beoefend op de Olympische Spelen. Na de toevoeging van het vrouwen boksen op de vorige editie zijn het ook de enige sportdisciplines die door een geslacht wordt beoefend.

## Kwalificatie
Er konden in totaal 104 synchroonzwemsters deelnemen, met een maximum van negen per land (indien het met een team deelnam). Per onderdeel kon een NOC maximaal een startplaats invullen.
Bij de teamwedstrijd mocht het gastland een team van negen leden inschrijven. Vijf continentale kampioenen kwalificeerden zich voor de teamwedstrijd, Brazilië vertegenwoordigt Amerika op voorhand in deze. De laatste drie deelnemers kwalificeerden zich via een mondiaal kwalificatietoernooi dat van 2 tot en met 6 maart 2016 in Rio gehouden werd.
Bij de duetten namen 24 duo’s deel. Het gastland was automatisch gekwalificeerd. De vijf continentale kampioenen kwalificeerden zich eveneens voor het olympisch toernooi. De zeven overige landen die zich voor de teamwedstrijd hadden gekwalificeerd mochten eveneens een duet inschrijven. De overige plaatsen werden ingevuld door de beste landen van het mondiaal kwalificatietoernooi die zich nog niet hadden gekwalificeerd.
|                                                              | Duet | Team |
| ------------------------------------------------------------ | ---- | ---- |
| Gastland                                                     | 1    | 1*   |
| Continentaal kampioen Afrika, Amerika, Azië, Europa, Oceanië | 5    | 4*   |
| 1 plaats per NOC dat in teamverband deelneemt                | 7    |      |
| Mondiaal OKT                                                 | 11** | 3    |
| Totaal                                                       | 24   | 8    |

* Brazilië neemt de plaats in van de Amerikaans kampioen
** of meer plaatsen bij doublures/terugtrekkingen om tot 24 startplaatsen te komen

## Programma
| Discipline | Dag         | Lokale tijd | MEZT | Onderdeel                 |
| ---------- | ----------- | ----------- | ---- | ------------------------- |
| Duet       | 14 augustus | 11:00       | -    | Technische oefening       |
| Duet       | 15 augustus | 11:00       | -    | Vrije oefening, voorronde |
| Duet       | 16 augustus | 14:00       | -    | Vrije oefening, finale    |
| Team       | 18 augustus | 13:00       | -    | Technische oefening       |
| Team       | 19 augustus | 12:00       | -    | Vrije oefening, finale    |

## Medailles

### Synchroonzwemmen
| Onderdeel | Goud | Goud | Zilver | Zilver                                                                                             | Brons | Brons |
| --------- | ---- | --- | ------ | -------------------------------------------------------------------------------------------------- | ----- | --- |
| Duet      | RUS  | Natalja Isjtsjenko Svetlana Romasjina | CHN    | Huang Xuechen Sun Wenyan                                                                           | JPN   | Yukiko Inui Risako Mitsui                                                                                              |
| Team      | RUS  | Natalja Isjtsjenko Svetlana Kolesnitsjenko Aleksandra Patskevitsj Jelena Prokofjeva Svetlana Romasjina Alla Sjisjkina Maria Sjoerotsjkina Gelena Topilina Vlada Tsjigirjova | CHN    | Gu Xiao Guo Li Huang Xuechen Li Xiaolu Liang Xinping Sun Wenyan Tang Mengni Yin Chengxin Zeng Zhen | JPN   | Aika Hakoyama Aiko Hayashi Yukiko Inui Kei Marumo Kanami Nakamaki Mai Nakamura Risako Mitsui Kano Omata Kurumi Yoshida |

### Medaillespiegel
| Plaats | Land    | NOC    | Goud | Zilver | Brons | Totaal |
| ------ | ------- | ------ | ---- | ------ | ----- | ------ |
| 1      | Rusland | RUS    | 2    | 0      | 0     | 2      |
| 2      | China   | CHN    | 0    | 2      | 0     | 2      |
| 3      | Japan   | JPN    | 0    | 0      | 2     | 2      |
| Totaal | Totaal  | Totaal | 2    | 2      | 2     | 6      |